# 相良長頼
相良 長頼（さがら ながより）は、平安時代末期から鎌倉時代前期にかけての武将。鎌倉幕府御家人。相良氏の初代当主。相良頼景の第一子。通称は三郎。

## 略歴
治承元年（1177年）、遠江国佐野郡の相良荘で生まれた。父頼景は、源頼朝より遠江守に任じられていた安田義定に逆らって相良荘の大半を失い、建久4年（1193年）に肥後国球磨郡の多良木荘を与えられ、追放同然で下向した。この時、長頼は相良荘の一部を相続して遠江に留まった。

建久9年（1198年）12月、長頼は源頼朝より命を受けて人吉に下向した。先に下向した相良頼景は上球磨（多良木、湯前、湯山、江代）を領していて、中球磨は木上岩城主の平川義高が領し、下球磨は公領であったが、平頼盛の代官であった矢瀬主馬佑が領していた。長頼は鎌倉幕府の命令であることを示して矢瀬に人吉城の明け渡しを迫ったが、拒否された。長頼は、住人・税所助三郎の勧めで、地方豪族である平川氏に使者を出して、矢瀬討伐を依頼した。平川義高はこれを快諾し、大晦日の川狩の際に矢瀬一族を胸川（球磨川支流）に誘い出して、尽く討ち取って滅ぼすと、人吉城を奪取。長頼は義高に迎えられて人吉城に入城することができ、任務を果たして帰還した。

相良梅鉢（五つ梅御紋）の由来は、長頼が北条義時より賜った梅にある。

建久10年（1199年）、頼朝の死去に伴って長頼も出家した。北条氏が興隆するとこれに服属。元久2年（1205年）、陰謀により畠山重忠の乱が起こされたが、長頼は二俣川の戦いにおいて先陣で功を挙げた。それにより7月25日に肥後国球磨郡人吉庄の地頭職に任じられたが、長頼の本願は本領である相良荘の回復であった。
承久3年（1221年）、承久の乱が起こると、幕府方の北条時房（義時の異母弟）に従い、長頼は弟の山井宗頼（やまのい むねより）と佐原頼忠と共に参陣。東海道を西上し、宇治川での戦いでは佐々木信綱らと共に敵陣一番乗りの功を立て、かつ敵将渡部弥次郎兵衛を討ち取るという功績を挙げた。これにより、執権北条義時によって晴れて相良荘の旧領回復を許され、さらに播磨国飾磨郡の荘園など沢山の褒美を与えられた。
またこの時、北条義時より直々に青磁の椀に梅の実を五つ盛って賜ったが、長頼はこれを喜んで、相良家の家紋を五つ梅御紋としたとされる。
父頼景が亡くなった時期は確かではないが、安貞元年（1227年）、多良木荘を惣領である長頼が相続した。
年代は不明であるが、長頼は恩義のある平川義高が不満を持って叛乱を起こしたと言って、兵を差し向けて、血敷原（ちしきばる）の戦いでこれを滅ぼした。非業の死を遂げた平川一族は球磨郡の各地に祀られた。それぞれ祀神とされているが、これは祟りを恐れたものであり、一族を滅ぼしたことに大義がなかったことを示唆する。
寛元元年（1243年）12月23日、甥（山井宗頼の子）の相良頼重と泉新荘（肥後国山鹿郡）を巡って争ったことを幕府に咎められ、所領の人吉庄のうち、北部を北条氏の領地として取り上げられてしまった。一方で、宝治3年/建長元年（1249年）3月27日、執権北条時頼によって豊前国上毛郡成恒庄の地頭に任じられた。
建長6年3月、人吉庄にて死去し、後を嫡子の相良頼親（頼宗）が継いだ。享年78。法号は蓮佛。